# Centraal Museum Utrecht

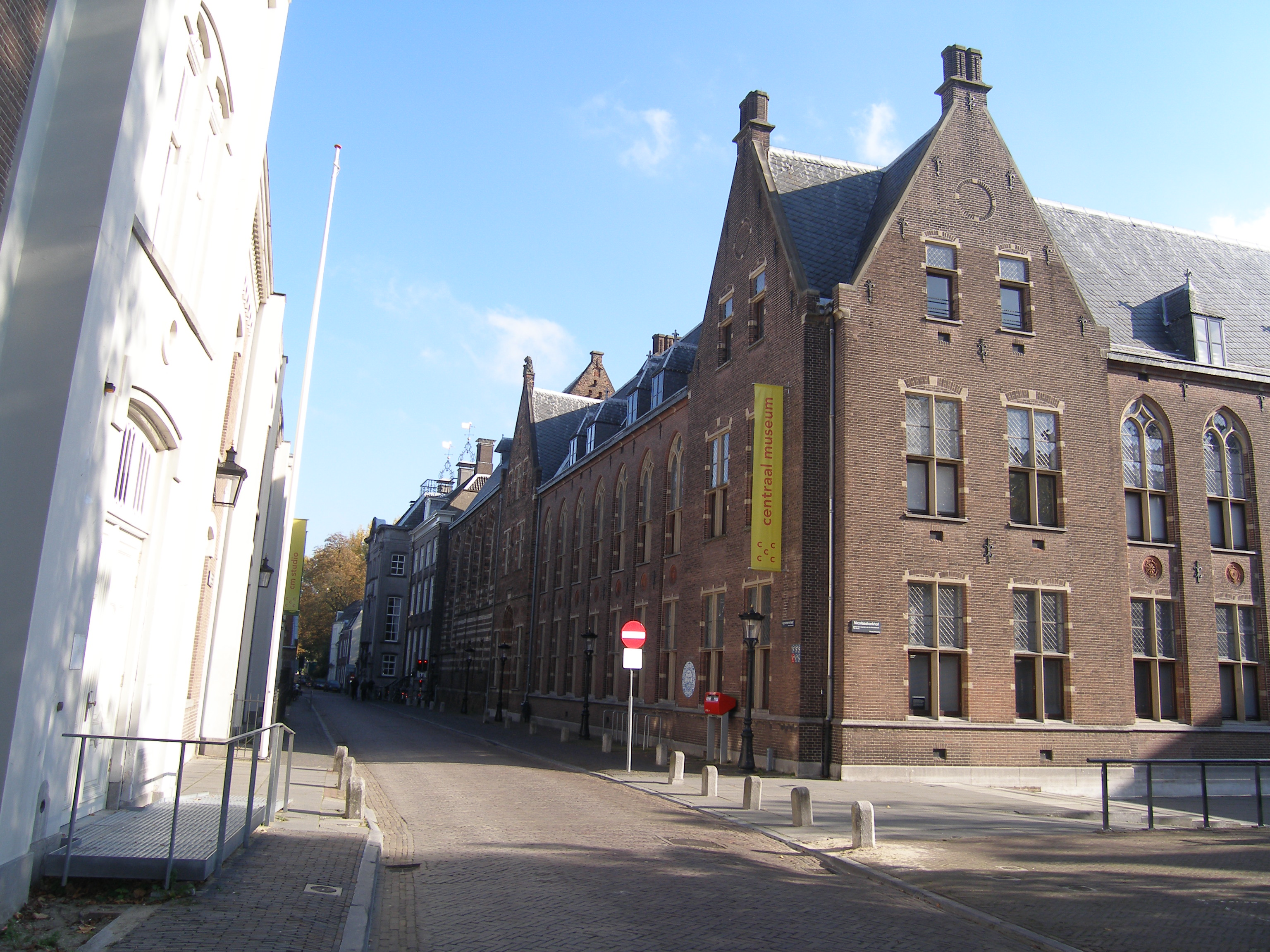
Centraal Museum

Das Centraal Museum Utrecht ist ein 1838 gegründetes Kunstmuseum in Utrecht und das älteste Stadtmuseum der Niederlande. Die Sammlung des Museums umfasst ein breites Kunstspektrum:  xAlte Meister, Moderne und zeitgenössische Kunst, Design, Mode und Heimatmuseum.
Das Museum ist in einem ehemaligen mittelalterlichen Kloster untergebracht, Teile des Gebäudes dienten früher zeitweise auch als Waisenhaus, Militärstall und Psychiatrie.
1999 wurde das Museum von den Architekten Stéphane Beel, Lieven Achtergael und Peter Versseput renoviert.
Neben dem Hauptgebäude gehören zum Museum auch das gegenüberliegende nijntje museum (dem Zeichner Dick Bruna und seinen Figuren gewidmet, vor allem für Kinder) sowie das in einem anderen Stadtteil von Utrecht liegende Rietveld-Schröder-Haus.